# Pasquale Grippo
Pasquale Grippo (Potenza, 12 settembre 1845 – Napoli, 16 novembre 1933) è stato un politico italiano.

## Biografia
Fu Ministro della pubblica istruzione del Regno d'Italia nel Governo Salandra II.